# Ratha de Ganesh
Pour les articles homonymes, voir Ganesh (homonymie).
Le ratha de Ganesh (ou Ganesha Ratha, gaṇeśaratha) est un temple situé à Mahabalipuram dans le Tamil Nadu, en Inde. Il s'agit de l'un des dix ratha (« chariot ») faisant partie de l'ensemble de monuments de la dynastie des Pallava inscrits au patrimoine mondial de l'UNESCO depuis 1984. Le ratha est un exemple d'architecture monolithique datant de la fin du VIIe siècle, sous les règnes du roi Mahendravarman Ier (en) et de son fils Narasimhavarman Ier (en). D'abord construit avec un lingam (représentation de Shiva), il est maintenant consacré à Ganesh après le retrait du lingam.

## Situation
Le ratha de Ganesh est situé à l'intérieur de la zone inscrite à l'UNESCO, sur une butte au nord-ouest et à l'arrière de la Pénitence d'Arjuna, un bas-relief taillé dans la roche,. Le ratha est orienté vers l'ouest.

## Histoire
Le ratha de Ganesh est une structure taillée dans la roche. Il s'agit de l'un des plus complets de la zone. Son architecture de pierre reflète l'architecture ancienne en bois,,. Sa construction est attribuée à Narasimhavarman Ier qui régna de 630 à 688. On pense que ce ratha fut construit avant les autres ratha de la zone, mais il n'y a pas de preuve historique le confirmant.
Le temple était à l'origine dédié à Shiva mais dans les années 1880 les villageois remplacent le lingam par une image de Ganesh. Le lingam d'origine est installé sous un arbre aux alentours. Avec d'autres monuments, ce temple est inscrit en 1984 au patrimoine mondial de l'UNESCO sous l'intitulé « Ensemble de monuments de Mahabalipuram ».

## Architecture

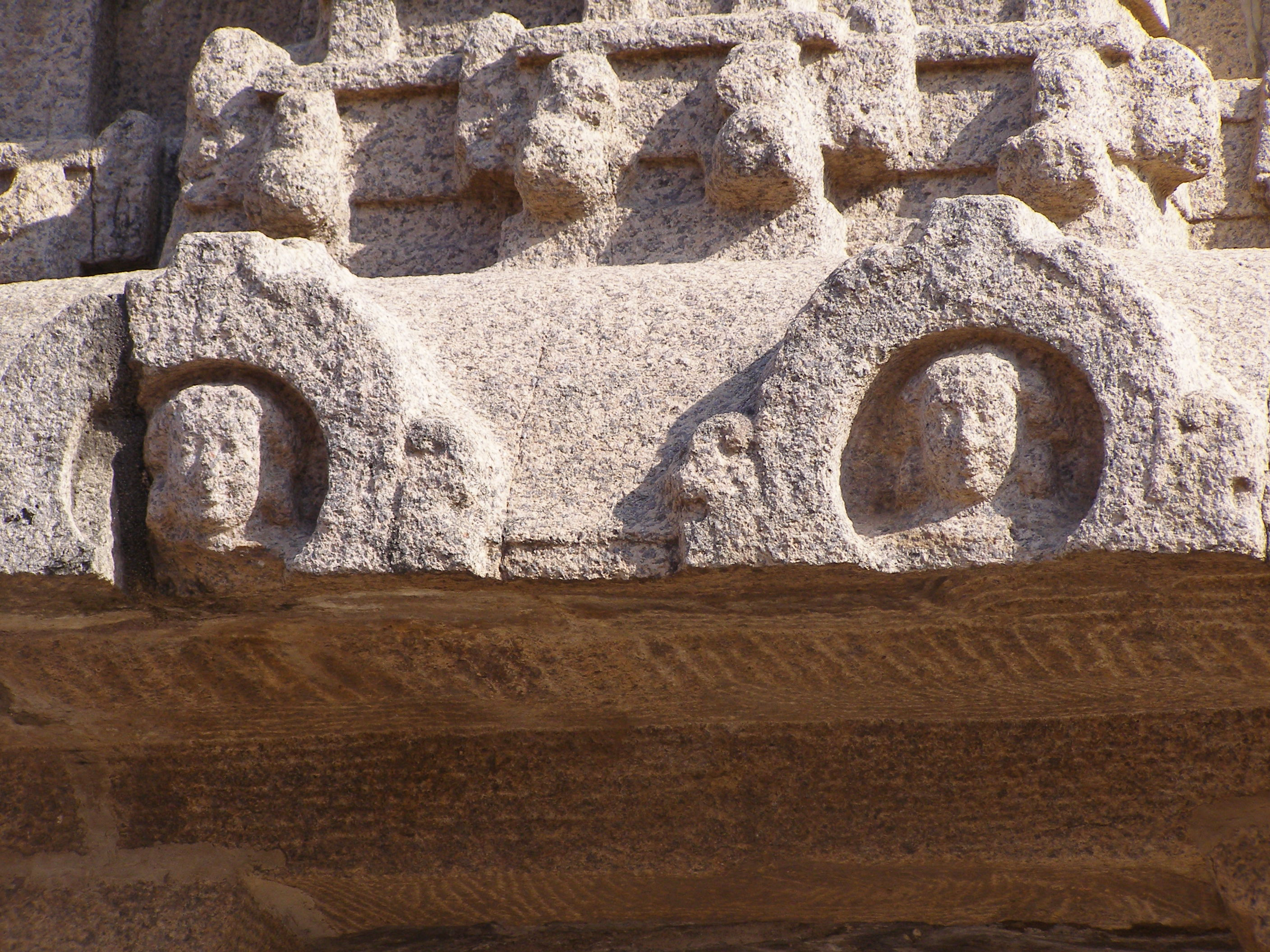
Des kudu (lucarnes en forme de fer à cheval) taillés le long des corniches au-dessus des piliers.

Le ratha de Ganesh a une base rectangulaire de 6,1 m x 3,5 m et une hauteur extérieure de 8,5 m. La chambre rectangulaire intérieure mesure 2,1 m x 1,2 m et 2,1 m de hauteur. Le ratha a trois niveaux et il est orné d'images et d'autres éléments architecturaux que l'on trouve dans d'autres temples d'Inde du Sud,. La façade forme une véranda à colonnes flanquée de sculptures de dvarapalaka (gardiens),. Les colonnes sont posées sur des lions assis caractéristiques de l'architecture des Pallava. Il y a aussi deux pilastres, également posés sur des lions, qui se font face. Il s'agit d'une structure taillée dans la roche. Le long des corniches au-dessus des piliers et sur les pignons sont représentés des kudu (lucarnes en forme de fer à cheval). Sous le toit sont taillées des fenêtres en forme de fer à cheval avec trois portes. La porte centrale a une sculpture d'une tête humaine avec un trident semblable à Shiva. Sur le mur arrière entre les pilastres, les images ne sont pas taillées. Le toit recouvrant l'étage supérieur est large, voûté et en forme de wagon, avec des arcs aux coins. Le sommet du toit voûté est muni d'une série de neuf pièces ornementales en forme de vase, chacun étant constitué d'un pot et d'un trident,,.
Il y a dix-huit inscriptions en sanskrit écrites en grantha et en nagari sur son portique ouest. Parmi les quatorze vers de ces inscriptions, le douzième est attribué au petit-fils de Narasimhavarman I, Paramesvaravarman Ier. D'autres vers sont des louanges à Shiva,.